# 宍粟市立山崎南中学校
宍粟市立山崎南中学校（しそうしりつ やまさきみなみちゅうがっこう）は、兵庫県宍粟市に所在する公立中学校。
愛称・略称は南中、山南（やまなん）など。

## 概要
戦後の学制改革において、城下村・戸原村の2か村は当初から組合設立に動き、組合立中学校の設立に至る。2か村が合併し山崎町となり、さらに合併を経て宍粟市となった後も単独校として残り、統合・分離を経験しないまま現在に至る。以下、公式HP「学校概要」による。
- 1947年（昭和22年）4月23日 - 新教育制度の実施により仮校舎を城下小学校及び戸原小学校に置き、城下村戸原村組合立城原中学校として発足。
- 1954年（昭和29年）12月1日 - 校舎落成式。
- 1955年（昭和30年）7月20日 - 城下村・戸原村と山崎町との合併により山崎町立城原中学校と改称。
- 1989年（平成元年）3月25日 - 新校舎、新部室完成。
- 1989年（平成元年）4月1日 - 校名を山崎町立山崎南中学校に改名する。
- 2005年（平成17年）4月1日 - 宍粟市発足により、現校名に変更。

## 年間行事
- 修学旅行
- トライやる・ウィーク
- 体育祭
- 文化祭
- 卒業式

## 部活動
- 野球部
- ソフトボール部
- バレーボール部
- 卓球部
- 剣道部
- 陸上競技部
- 吹奏楽部

## 校区
以下の小学校の通学区域。宍粟市山崎町のうちおおむね国道29号・中国自動車道より南の地域。
- 宍粟市立山崎南小学校（隣接地に所在）

### アクセス
- 中国自動車道 山崎ICから車で約10分。
- 神姫バス 山崎待合所より新宮・龍野方面行きに乗車、もしくはJR播磨新宮駅から神姫バス山崎方面行きに乗車、「千本屋」バス停下車。

## 校区が隣接している学校
- 宍粟市立山崎西中学校
- 宍粟市立山崎東中学校
- 姫路市立安富中学校
- たつの市立新宮中学校